# Sigrud Knubben
Sigrud Knubben (* 1939 in Essen; † 14. Juli 1962 am Gotthardmassiv in der Schweiz) war eine deutsche Motorbootrennfahrerin. Als erste Frau wurde sie im Jahr 1957 als 19-Jährige Deutsche Meisterin in dem bis dahin von Männern dominierten Motorbootsport. Mit großem Erfolg nahm sie in den folgenden fünf Jahren als einzige Frau an nationalen und internationalen Motorbootrennen teil und stellte in den Jahren 1960 und 1961 mehrere Weltrekorde auf.

## Leben und sportliche Karriere
Sigrud Knubben war die Tochter des motorsportbegeisterten Automobilhändlers Josef „Johnny“ Knubben aus Essen, der in den Jahren 1950, 1956 und 1958 Europameister bei den Außenbordsportbooten wurde. Sie arbeitete im Automobilgeschäft ihres Vaters als Prokuristin.
Schon als 17-Jährige begann Sigrud Knubben, ihren Vater auch im Rennboot zu begleiten, und erzielte schon bald eigenständig sportliche Erfolge. Bei der Deutschen Meisterschaft der Motorboote („Großer Preis des ADAC“) auf dem Rhein bei Düsseldorf siegte sie im Jahr 1957 im Alter von 19 Jahren bei den Außenbordsportbooten in den Klassen SJ und JU. Bei der Europameisterschaft 1958 auf dem Baldeneysee in Essen stand sie ihrem Vater im Boot als „Schmiermaxe“ zur Seite, als er gemeinsam mit ihr seinen dritten Europameistertitel gewann. Im Jahr 1960 wurde Sigrid Knubben erneut in zwei Klassen Deutsche Meisterin bei den Außenbordsportbooten. In den Jahren 1960 und 1961 stellte Knubben eine Reihe von Weltrekorden in Sport- und Rennbooten auf und gewann zahlreiche internationale Preise.
Bei Wettbewerben in Italien am Lago di Sabaudia stellte Sigrud Knubben im Jahr 1961 als erste Frau der Welt gleich drei Boots-Weltrekorde auf: in der Klasse CU mit 81 km/h, in der Klasse J mit 91 km/h und in der Klasse BS mit 95 km/h. Sigrud Knubben war damals neben Wolfgang Klein und Dieter Hellwig Mitglied einer äußerst erfolgreichen Equipe um den deutschen Industriellen Rolf Friedrich Goetze aus Burscheid, der selbst die Höchstleistungsmotoren für seine Weltrekordboote konstruierte.
Das Interesse der Medien an Sigrud Knubben war damals groß. Über „Sigi“ Knubbens sportliche Erfolge wurde regelmäßig in der Tagespresse, in Sportzeitschriften, im Fernsehen und in den Kino-Wochenschauen berichtet. In den Reportagen wurde sie wegen ihrer Waghalsigkeit, ihres Mutes und ihres technischen Könnens als bundesdeutsche Ausnahmefrau und „Schnelles Mädchen“ bewundernd dargestellt. In der ADAC-Mitgliederzeitschrift Motorwelt wird Sigrud Knubben im Jahr 1957 als „der Typ eines modernen Sportgirls mit viel Herz, Charm und Mut“ bezeichnet. Im Sternchen Nr. 34, der damaligen Kinderbeilage der Wochenzeitschrift Stern, erschien am 22. August 1959 ein Artikel über Sigrud Knubben, und sie war großformatig mit ihrem Boot auf dem Titelblatt abgebildet.
In dem 2015 erstmals ausgestrahlten Fernsehfilm des WDR Flussgeschichten – der Rhein war ein dreiminütiger Originalausschnitt aus der Fernsehsendung Hier und Heute mit einem Interview der jungen Sportlerin aus dem Jahr 1961 zu sehen.
Sigrud Knubben wurde nur 23 Jahre alt. Sie kam am 14. Juli 1962 beim Absturz eines deutschen Reiseflugzeugs auf dem Flug von Köln nach Nizza am Gotthardmassiv zwischen Disentis und Andermatt gemeinsam mit ihrem Teamchef R. F. Goetze und vier weiteren Personen ums Leben.
Zu ihrem Andenken wurde im Jahr 1963 in der Klasse CU ein Wanderpokal ausgeschrieben, den im 1. Jahr der Niederländer Joop Linnenbank gewann.

## Sportliche Erfolge (Auswahl)
- 1957 Deutsche Meisterin in der Klasse SJ[14]
- 1957 Deutsche Meisterin in der Klasse JU[14]
- 1960 Deutsche Meisterin in der Klasse SC[14]
- 1960 Deutsche Meisterin in der Klasse CU[14]
- 1961 Sieg beim Grand Prix in Namur in der Klasse bis 500 cm³[15]
- 1961 Weltrekord Klasse CU
- 1961 Weltrekord Klasse J
- 1961 Weltrekord Klasse BS

## Ehrungen
- 1963 Wanderpokal für die Klasse CU (zu ihrem Andenken)

## Filme
- Neue Deutsche Wochenschau vom 4. Oktober 1957[4]
- Flussgeschichten: Der Rhein - Von Koblenz bis Köln (Schwimmer, Flößer, Rennbootfahrer), Film von Thomas Förster, WDR 2015